# Давид (бек-мелех)
Давид I (*д/н — бл. 998) — останній відомий володар Хозарської держави у 965/966—998 роках. Відомий також як Давид Таманський.

## Життєпис
Походив з династії Буланідів. Ймовірніше був онуком бек-мелеха і кагана Йосипа I. Після загибелі останнього у 965 році у битві з Київським князем Святославом в каганаті почалася боротьба за владу. В результаті малолітнього Давида висунуто на трон. Але того ж року хозари зазнали поразок й втратили обидві столиці — Ітиль і Семендер. Давид, напевне, сховався в родичів з аланських князів або в хозарських володіннях у Дагестані.
У 966 році повернувся до Ітиля. Але вже у 969—972 роках знову зазнав поразок від руського війська, втративши Ітиль та основні міста, де отаборилися кияни. Про цей період відсутні відомості. Можливо складною ситуацією скористалися представники роду Ашина, колишні кагани, які за допомогою хорезмійців до 980 року відвоювали Ітиль, після чого перейшли до ісламу.
Давид залишив під владою касогів, решту хозар, частину алан, з якими зберіг рештки каганату від Азовського моря до Дагестану, оскільки Прикаспійські області було відвойовано царством Сарір. Втім перша письмова згадка про нього відноситься до 986 року. В цей час Володимир, великий князь Київський між 986 та 988 роками знову завдав військового удару до Ітилю та хозарським союзникам уздовж Волги. Можливо, в цей час Давид визнав зверхність Київської Русі, яка утворила біля Керченської протоки Тмутаранське князівство. Згодом став союзником князя Мстислава Хороброго. Помер Давид близько 998 року.